# جامع تفاسیر نور
نرم‌افزار اسلامی جامع تفاسیر نور تحت بستر سیستم عامل مایکروسافت است، که شامل چند هزار جلد کتاب از کتب  شیعه و اهل سنت درباره تفسیر قرآن می‌باشد و تولید کنندهٔ آن، مرکز تحقیقات کامپیوتری علوم اسلامی(نور) است و نام نسخه سابق آن نور الانوار بوده‌است.
در این لوح فشرده، نسخهٔ دیجیتالی اغلب کتاب‌های تفسیری همچون تفسیر مجمع‌البیان و تفسیر المیزان گنجانده شده‌اند. این برنامه دارای جستجوی پیشرفته در متن کل تفاسیر می‌باشد و قرائت قرآن با بیش از ۱۵ قاری بین‌المللی است. این نرم‌افزار توانسته‌است جایزه WSA را در سال ۲۰۰۹ کسب نماید.